# 香港酷熱天氣警告

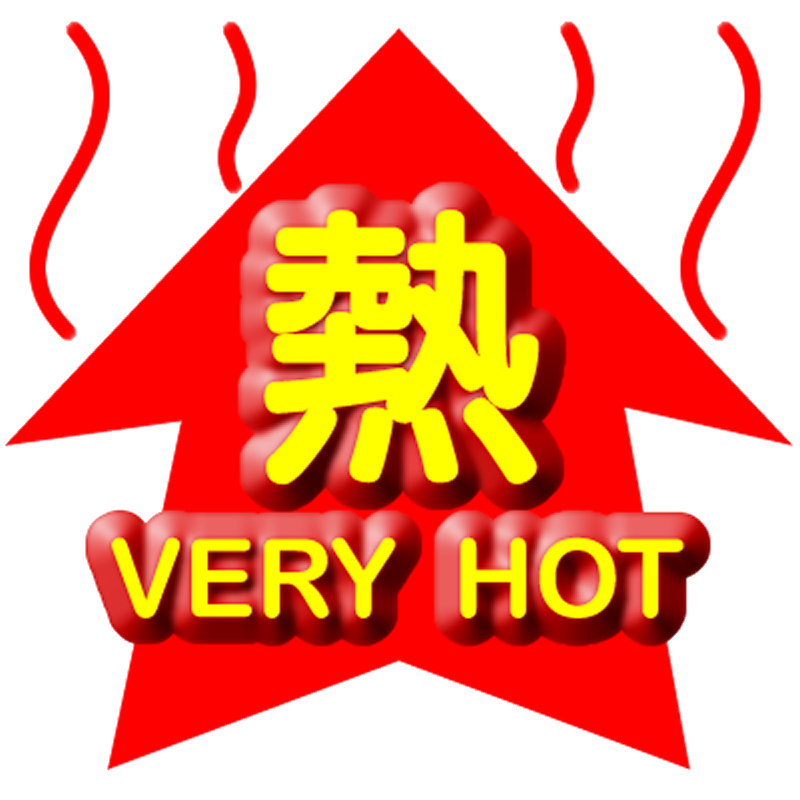
酷熱天氣警告

酷熱天氣警告（英語：Very Hot Weather Warning）是香港天氣酷熱或預料酷熱時（最高氣溫達33℃或以上），由香港天文台發出的警告信號。
酷熱天氣警告系統獨立於其他氣象警告，可以與其他警告同時生效（例如火災危險警告、一號或三號熱帶氣旋警告信號、雷暴警告、強烈季候風信號及黃色暴雨警告信號），但不會與其相反的警告——寒冷天氣警告或霜凍警告同時生效。而與八號或以上熱帶氣旋警告信號、紅色或以上暴雨警告信號、山泥傾瀉警告或新界北部水浸特別報告同時生效的機會則極微，因為天氣酷熱時，甚少出現廣泛性的惡劣天氣。
酷熱天氣警告制定於1999年12月，於2000年5月29日首次生效。發出酷熱天氣警告目的是及早提醒市民本港將會受到酷熱天氣影響，呼籲市民提高警惕，預防因酷熱而出現中暑、熱衰竭及曬傷。酷熱天氣警告發出後，信息會透過香港的電台、電視台及天文台網頁向市民廣播。若有需要，天文台還會舉行新聞發佈會，提醒市民作出適當措施。若天氣持續酷熱，天文台會在警告生效期間，繼續發出特別報告提醒市民應注意的事項。

## 現行酷熱天氣警告系統
香港在夏天經常受到副熱帶高壓脊或高空反氣旋的支配，容易出現天晴酷熱的天氣；而熱帶氣旋的外圍下沉氣流亦是酷熱天氣的主要原因之一。酷熱天氣警告自2000年首次發出以來，每年平均約有40日生效。但自2014年起所有年份皆高於此平均值，普遍在50日以上，其中2021年更高達82日生效。
一般來說，當天文台預料香港市區或廣泛地區日間的最高氣溫達33℃或以上便會發出。而33℃並非硬指標，天文台亦會考慮其它天氣因素（如相對濕度、風向及風速，以及「香港暑熱指數」等）而發出警告。至於發出後是否維持警告生效至翌日，則視乎天文台是否預測翌日市區氣溫達到33℃；然而晚間的天氣狀況，例如雨勢、氣溫會否在熱夜水平，以及相對濕度等亦是考慮因素，近年甚至多次出現預測翌日氣溫達攝氏33度，但仍於日落時份或晚上取消酷熱天氣警告，而於翌日早上才重發之情況。若天文台評估警告維持生效至翌日甚至更長時間，一般會在下午4時20分加發「高溫天氣持續」特別天氣提示。

## 特別天氣提示

### 「炎熱天氣」
2014年5月末起，當氣溫未達33℃，未達到發出酷熱天氣警告的標準，但天氣相當炎熱或悶熱（天氣炎熱、非常潮濕、風勢微弱），有可能導致中暑或熱衰竭時，天文台則會在網站發出「特別天氣提示」，提醒市民採取與應對酷熱天氣相同的預防措施。

### 「高溫天氣持續」及「極端酷熱天氣」
因應高溫天氣越趨持續，而極端酷熱天氣亦越趨頻繁，天文台先後在2022年7月16日起及2023年5月26日起分別推出「高溫天氣持續」及新增「極端酷熱天氣」兩項特別提示。前者為當高溫天氣持續出現時，以提醒市民按自身狀況採取適當的應對措施；後者為當天文台或全港大部分地區預測或實測氣溫達攝氏35度或以上，以提醒公眾注意極端酷熱天氣並採取相應的預防措施。當天文台發出上述特別提示時，會在酷熱天氣警告的天氣稿上加插相關字句，並透過「特別天氣提示」提醒市民。

## 酷熱天氣警告頻率及生效日數
| 年份                                       | 發出次數 | 生效日數 | 酷熱天氣日數 | 極端酷熱天氣日數 | 熱夜日數 |
| ------------------------------------------ | -------- | -------- | ------------ | ---------------- | -------- |
| 2000年                                     | 12       | 30       | 10           | -                | 22       |
| 2001年                                     | 13       | 22       | 9            | -                | 16       |
| 2002年                                     | 7        | 18       | 10           | -                | 17       |
| 2003年                                     | 8        | 19       | 14           | -                | 20       |
| 2004年                                     | 7        | 13       | 6            | -                | 19       |
| 2005年                                     | 6        | 13       | 12           | 1                | 26       |
| 2006年                                     | 3        | 7        | 3            | -                | 15       |
| 2007年                                     | 9        | 24       | 25           | 1                | 23       |
| 2008年                                     | 10       | 22       | 15           | -                | 15       |
| 2009年                                     | 15       | 40       | 30           | -                | 28       |
| 2010年                                     | 18       | 34       | 13           | -                | 24       |
| 2011年                                     | 12       | 38       | 19           | 1                | 21       |
| 2012年                                     | 19       | 42       | 21           | -                | 23       |
| 2013年                                     | 12       | 34       | 17           | -                | 10       |
| 2014年                                     | 31       | 56       | 33           | -                | 34       |
| 2015年                                     | 21       | 50       | 28           | 1                | 37       |
| 2016年                                     | 16       | 51       | 38           | 6                | 36       |
| 2017年                                     | 25       | 57       | 29           | 1                | 41       |
| 2018年                                     | 24       | 57       | 36           | 5                | 26       |
| 2019年                                     | 30       | 53       | 33           | 2                | 46       |
| 2020年                                     | 23       | 67       | 47           | 3                | 50       |
| 2021年                                     | 32       | 82       | 54           | 4                | 61       |
| 2022年                                     | 21       | 55       | 52           | 15               | 52       |
| 2023年                                     | 42       | 80       | 54           | 4                | 56       |
| 2024年                                     | 28       | 71       | 52           | 2                | 50       |
| 2025年                                     | 16       | 43       | 29           | 2                | 29       |
| 總數                                       | 448      | 1039     |              |                  |          |
| 年平均                                     | 17.76    | 41.4     |              |                  |          |
| 註釋： 1. 2. - 以上資料截至2025年8月16日。 |          |          |              |                  |          |

## 酷熱天氣之最
- 生效時間最長：2020年7月11日06:45至7月30日17:45，持續467小時（19日11小時）。
- 生效時間最短：2009年7月26日12:45至14:30，持續1小時45分鐘。
- 最多日數發出警告的年份[1]：2021年，共有82日，打破2020年共有67日之舊紀錄。
- 最多次數發出警告的年份[1]：2023年，共有42次，打破2021年共有32次之舊紀錄。
- 最少日數及次數發出警告的年份：2006年，只有7日及3次[1]
- 最早全年首次發出警告：2025年4月15日13:45至18:00，持續4小時15分鐘，打破2022年4月29日的紀錄，亦是有紀錄以來唯一一個曾同時發出寒冷天氣警告及酷熱天氣警告的月份。
- 最晚全年首次發出警告：2009年7月9日15:20至7月10日23:45，持續32小時25分鐘（1日8小時25分鐘）。
- 最早全年最後發出警告：2006年7月24日06:00至7月25日19:30，持續37小時半（1日13小時半），亦是唯一一年沒有在8月發出此警告。
- 最晚全年最後發出警告：2024年10月22日06:45至17:30，持續10小時45分鐘。
- 天文台總部最早全年首次錄得酷熱天氣[9]：2025年4月15日，錄得33.0℃。
- 香港全境最早全年首次錄得酷熱天氣[9]：2021年3月30日在橫瀾島，錄得33.0℃。
- 天文台總部最晚全年首次錄得酷熱天氣[9]：1897年9月29日，錄得33.2℃。而酷熱天氣警告設立後則是2008年7月21日，錄得33.2℃。
- 天文台總部最早全年最後錄得酷熱天氣[9]：1898年5月30日，錄得33.1℃。而酷熱天氣警告設立後則是2006年7月25日，錄得33.9℃。
- 天文台總部最晚全年最後錄得酷熱天氣[9]：2024年10月19日，錄得33.6℃。
- 香港全境最晚全年最後錄得酷熱天氣[9]：2022年11月29日在流浮山，錄得33.7℃。
- 天文台總部最早全年首次錄得極端酷熱天氣[10]：1963年5月21日，錄得35.0°C。而酷熱天氣警告設立後為2018年5月23日，錄得35.1°C。
- 香港全境最早全年首次錄得極端酷熱天氣[10]：2025年4月15日在上水，錄得36.3°C。
- 天文台總部最晚全年首次錄得極端酷熱天氣[10]：1962年8月31日，錄得35.5°C （超強颱風溫黛吹襲前夕）。而酷熱天氣警告設立後為2017年8月22日，錄得36.6°C。（超強颱風天鴿吹襲前夕）
- 天文台總部最早全年最後錄得極端酷熱天氣[10]：1976年5月26日，錄得35.2°C。而酷熱天氣警告設立後為2005年7月19日，錄得35.4°C。
- 天文台總部最晚全年最後錄得極端酷熱天氣[10]：2024年9月17日，錄得35.7°C，同時也是有紀錄以來最熱的中秋節。
- 香港全境最晚全年最後錄得極端酷熱天氣[10]：2024年10月14日在上水，錄得35.6℃。
- 天文台總部最早全年首次錄得熱夜[11]：2012年5月3日，錄得28.0℃。
- 香港全境最早全年首次錄得熱夜[11]：2024年4月27日在香港國際機場，錄得28.3℃。
- 天文台總部最晚全年首次錄得熱夜[11]：1924年9月7日，錄得28.4℃。而酷熱天氣警告設立後則是2008年7月20日，錄得28.4℃。
- 天文台總部最早全年最後錄得熱夜[11]：1897年6月4日，錄得28.0℃。而酷熱天氣警告設立後則是2004年8月19日，錄得28.8℃。
- 天文台總部最晚全年最後錄得熱夜[11]：2017年10月11日，錄得28.3℃，亦是首次在10月出現熱夜。
- 香港全境最晚全年最後錄得熱夜[11]：2017年10月12日在香港國際機場，錄得28.1℃。
- 天文台總部錄得的最高氣溫紀錄：2017年8月22日下午2時，錄得36.6℃，打破2015年8月8日錄得36.3℃之舊紀錄，而當日濕地公園更錄得高達39℃，成為香港境內歷年最高氣溫紀錄之一。（超強颱風天鴿吹襲前夕）
- 自設立酷熱天氣警告以來，天文台總部錄得最高氣溫但沒有發出酷熱天氣警告紀錄：2021年8月2日，錄得33.9°C。
- 天文台總部錄得的「最高日最低氣溫」紀錄：1990年8月18日，錄得30.1℃。而酷熱天氣警告設立後則是2015年8月8日，錄得30.0℃。
- 天文台總部錄得的最高日平均氣溫紀錄：2015年8月8日，錄得32.4℃。
- 最多酷熱天氣日數的年份[9]：2021年及2023年，共有54日，打破2020年共有47日之舊紀錄。
- 最少酷熱天氣日數的年份[9]：1885至1887年、1904至1905年、1909至1910年、1917至1918年及1932年，完全沒有酷熱天氣日數。而酷熱天氣警告設立後則是2006年，只有3日。
- 最長連續酷熱天氣日數紀錄[9]：1978年7月4日至7月22日，共持續19日。而酷熱天氣警告設立後則是2009年8月23日至9月8日，共持續17日。
- 最多極端酷熱天氣日數年份[10]：2022年，共有15日。
- 最長連續極端酷熱天氣日數紀錄[10]：2016年6月24日至6月27日，共持續4日。
- 最多熱夜日數的年份[11]：2021年，共有61日，打破2020年共有50日之舊紀錄。
- 最少熱夜日數的年份[11]：1884至1887年、1890至1895年、1898年、1900年、1904至1908年、1910年、1913年、1916至1918年、1921年、1935年、1950至1951年、1953年、1955年、1957年及1975年，完全沒有熱夜日數。而酷熱天氣警告設立後則是2013年，只有10日。
- 最長連續熱夜日數紀錄[11]：2022年7月9日至7月29日，共持續21日。

## 爭議
有時候天文台只預測本港日間最高氣溫上升至32℃，但最後天文台及香港廣泛地區氣溫升至33℃或以上，逼使天文台在上午較後時間、中午，甚至下午初段急忙發出酷熱天氣警告，又或者評估不會持續而不發出。

### 達標的漏發個案
根據天文台警告及信號資料庫以及每日數據摘錄顯示，沒有發出而漏發的個案在2007年6月至7月份最常出現，6月份當中包括4、20、22、23、24及26日的最高氣溫分別升至33.2℃、33.3℃、33.5℃、33.0℃、33.2℃及33.5℃；而7月份亦包括7、8、9及22日的最高氣溫分別升至33.7℃、33.1℃、33.4℃及33.1℃。類似的漏發情況在2007年之後明顯較少發生，只有在2009年8月24日、2011年5月11日、2014年9月20日、2016年6月29日、2019年6月30日、2019年7月24日、2020年7月2日、2020年9月7日及2021年8月2日再次出現，天文台氣溫已升至33℃以上，但沒有發出酷熱天氣警告；當中2021年8月2日天文台總部更錄得攝氏33.9度高溫，為眾多漏發個案中的最高氣溫紀錄。
2011年5月10日，天文台氣溫升至32.9℃，但天文台沒有發出酷熱天氣警告，當日長洲太平清醮有2人中暑不適；同樣情況在翌日再次出現，天文台氣溫已升至33℃，但天文台仍然不發出酷熱天氣警告。天文台在2011年5月12日上午9時半才發出酷熱天氣警告，當日下午4時20分便告取消，氣溫只升至32.5℃。

### 達標才發出的個案
2011年6月9日，一股偏南氣流影響香港，天文台當時只預測氣溫升至32℃。但天文台氣溫在中午時份已升至33℃，天文台在上午11時45分緊急發出酷熱天氣警告。最終天文台氣溫在當天升至34.5℃，為6月第三高紀錄。當天的酷熱天氣警告更因此緊急於當晚通宵維持，至翌日傍晚6時才取消。
2014年5月25日下午，在副熱帶高壓脊支配下，本港普遍地區天氣酷熱，天文台總部氣溫升至32.6℃，達酷熱程度；同時全港31個可測度氣溫的自動氣象站，有15個氣溫升至酷熱水平，不過天文台沒有立即發出酷熱天氣警告，只維持「特別天氣提示」了事。直至翌日早上6時45分，天文台才發出酷熱天氣警告，當晚7時正取消。5月27日，副熱帶高壓脊有跡象稍作減弱，天文台當時只預測氣溫升至32℃；但本港多處地區氣溫在中午時份仍然升至33℃或以上，天文台總部氣溫亦達32.7℃，天文台在下午2時10分被逼再度發出酷熱天氣警告，維持僅4小時20分鐘，在下午6時半取消。
2025年4月15日，受西風槽後的下沉氣流和微弱大陸氣流影響，天文台當時只預測氣溫升至29℃，但天文台總部氣溫在下午1時40分已升至33.0℃，天文台才在下午1時45分緊急發出酷熱天氣警告，是自1884年有紀錄以來4月第二高的紀錄，亦是有紀錄以來第二次於4月錄得酷熱水平的氣溫；當中上水更升至36.3℃，成為香港全境最早全年首次錄得極端酷熱天氣。

## 外部連結
- 寒冷及酷熱天氣警告 - 香港天文台 （页面存档备份，存于）
- 香港天文台警告及信號資料庫 - 酷熱天氣警告 （页面存档备份，存于）
- 香港天文台－酷熱天氣警告狀況 （页面存档备份，存于）
- 自1884年(除1940-1946年外)香港天文台錄得的酷熱天氣日數 （页面存档备份，存于）
- YouTube上的酷熱天氣警告及寒冷天氣警告
- 李立信、陳玉卿. . 香港天文台. 2016-08-24  [2024-05-26]. （原始内容存档于2024-05-26）.
- 莊思寧、羅曉輝. . 香港天文台. 2023-11-03  [2024-05-26]. （原始内容存档于2024-05-26）.
- 氣象冷知識
  - YouTube上的香港暑熱指數
  - YouTube上的雷 Sir 講是唔講非 ─ 熱的學問篇
  - YouTube上的《全城Complain熱辣辣》feat. 鄭子誠、福頭老師